# Grand Prix de Denain 2016
Il Grand Prix de Denain 2016, cinquantottesima edizione della corsa e valevole come evento dell'UCI Europe Tour 2016 categoria 1.HC, si svolse il 14 aprile 2016 su un percorso di 199,6 km. La vittoria fu appannaggio del britannico Daniel McLay che terminò la gara in 4h29'23", alla media di 44,457 km/h, precedendo il francese Thomas Boudat e il belga Kenny Dehaes.
Sul traguardo di Denain 146 ciclisti, su 155 partenti, portarono a termine la competizione.

## Squadre e corridori partecipanti
| N.    | Cod. | Squadra                      |
| ----- | ---- | ---------------------------- |
| 1-8   | COF  | Cofidis, Solutions Crédits   |
| 11-18 | ALM  | AG2R La Mondiale             |
| 21-28 | FDJ  | FDJ                          |
| 31-38 | BAR  | Bardiani-CSF                 |
| 41-48 | CCC  | CCC Sprandi Polkowice        |
| 51-58 | DMP  | Delko-Marseille Provence-KTM |
| 61-67 | DEN  | Direct Énergie               |
| 71-78 | FVC  | Fortuneo-Vital Concept       |
| 81-88 | GAZ  | Gazprom-RusVelo              |
| 91-98 | ONE  | ONE Pro Cycling              |

| N.      | Cod. | Squadra                          |
| ------- | ---- | -------------------------------- |
| 101-108 | ROP  | Roompot Oranje Peloton           |
| 111-118 | STH  | Southeast-Venezuela              |
| 121-128 | ROT  | Team Roth                        |
| 131-138 | TSV  | Topsport Vlaanderen-Baloise      |
| 141-148 | VAT  | Verva ActiveJet                  |
| 151-158 | WGG  | Wanty-Groupe Gobert              |
| 161-168 | ADT  | Armée de Terre                   |
| 171-178 | AUB  | HP BTP-Auber 93                  |
| 181-188 | RLM  | Roubaix-Lille Métropole          |
| 191-198 | WBC  | Wallonie Bruxelles-Group Protect |

## Ordine d'arrivo (Top 10)

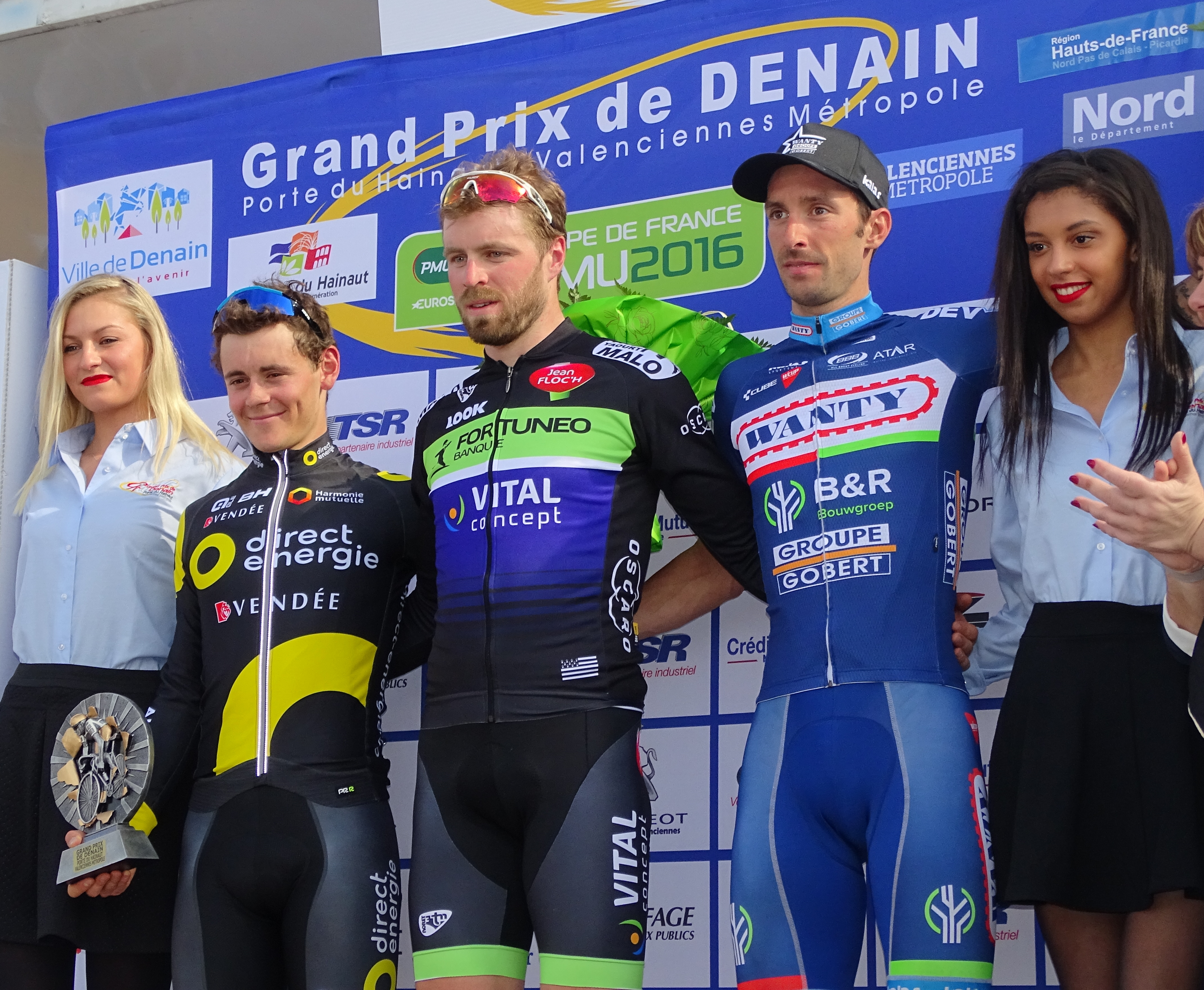
Il podio: Thomas Boudat (2º), Daniel McLay (1º) e Kenny Dehaes (3º)

| Pos. | Corridore           | Squadra      | Tempo    |
| ---- | ------------------- | ------------ | -------- |
| 1    | Daniel McLay        | Fortuneo     | 4h29'23" |
| 2    | Thomas Boudat       | Direct       | s.t.     |
| 3    | Kenny Dehaes        | Wanty        | s.t.     |
| 4    | Baptiste Planckaert | Wallonie     | s.t.     |
| 5    | Lorrenzo Manzin     | FDJ          | s.t.     |
| 6    | Clément Venturini   | Cofidis      | s.t.     |
| 7    | Paweł Franczak      | Verva        | s.t.     |
| 8    | Christopher Opie    | ONE          | s.t.     |
| 9    | Bryan Alaphilippe   | Armée de Te. | s.t.     |
| 10   | Loïc Chetout        | Cofidis      | s.t.     |